# Jemal Tassew
Jemal Tassew Bushra (Awassa, 27 de abril de 1989) é um futebolista etíope que atua como goleiro.

## Carreira
Iniciou a sua carreira no Awassa City, time de sua cidade natal, em 2009. Passou mais duas temporadas no Dedebit (2010-2012) antes de assinar com o Ethiopian Coffee em 2012, permanecendo no clube desde então.

## Seleção
Desde 2010, Jemal defende a Seleção da Etiópia, tendo jogado cinco partidas.
Fez sua estreia na Copa CECAFA de 2010, na partida entre Etiópia e Quênia, disputando outras duas partidas na competição. Em 2012, atuou contra Sudão e Níger.